# McLaren Senna
El McLaren Senna es un automóvil superdeportivo de producción limitada con motor central-trasero fabricado por McLaren Automotive. El automóvil es la tercera incorporación en la "Serie Ultimate de McLaren", uniéndose al F1 y al P1. Sin embargo, no es un sucesor directo de ninguno de los autos. El Senna fue presentado en línea por la compañía el 10 de diciembre de 2017, con la presentación oficial en el Salón del Automóvil de Ginebra de 2018.

## Nomenclatura
El auto lleva el nombre del piloto de carreras brasileño Fórmula 1 Ayrton Senna, honrando y rindiendo homenaje a su éxito con el equipo McLaren F1 entre las temporadas de Fórmula 1 de 1988 y 1993. Senna ganó tres títulos del Campeonato Mundial de Fórmula 1 y treinta y cinco Grandes Premios de Fórmula 1 con el equipo; McLaren también ganó cuatro títulos consecutivos de Fórmula 1 con Senna como parte de su alineación de pilotos.
McLaren Automotive posee los derechos del apellido Senna junto con el Instituto Ayrton Senna. La organización y McLaren han hecho que el nombre de Senna sea exclusivo del automóvil, prohibiendo así que cualquier otra compañía use el nombre.

## Especificaciones

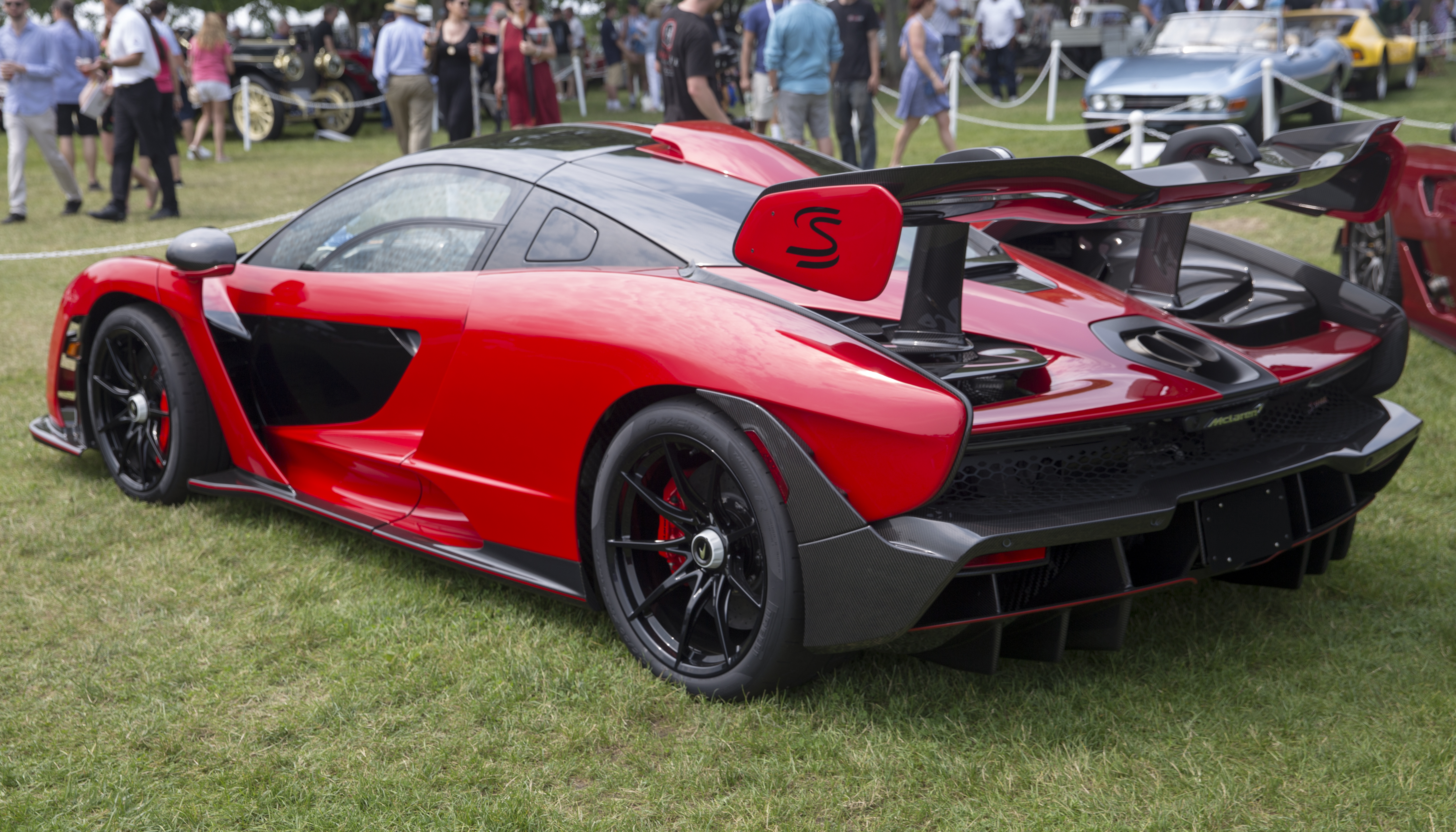
Vista trasera

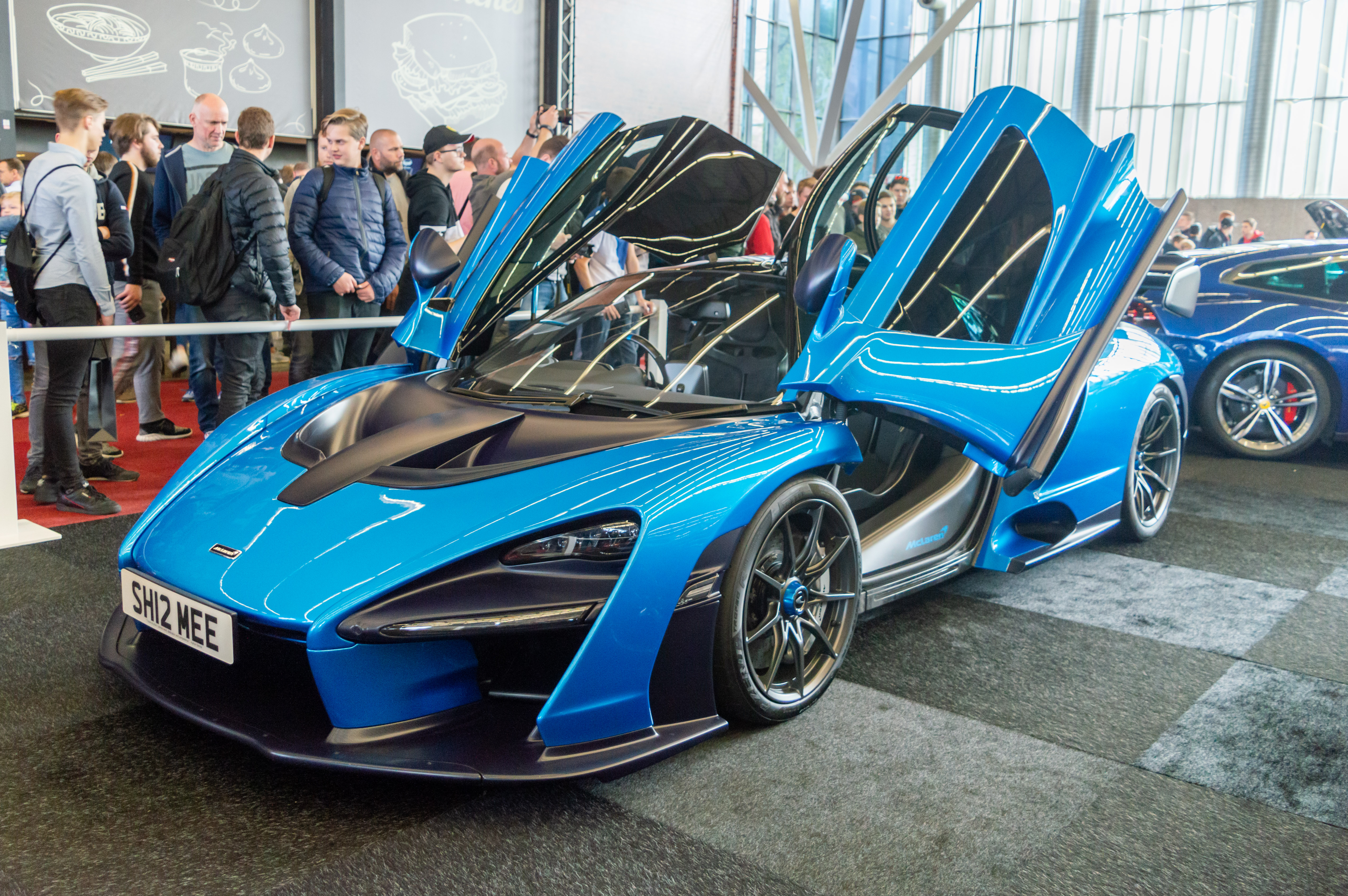
Con las puertas diédricas abiertas

El enfoque principal de McLaren al diseñar el Senna era lograr tiempos de vuelta más rápidos. Para hacerlo, McLaren desarrolló un diseño liviano que incorporaba elementos aerodinámicos.
El Senna se basa en gran medida en el McLaren 720S, utilizando una versión modificada de sus materiales de fibra de carbono, monocasco y motor. El Senna funciona con una versión modificada del motor V8 biturbo de 3994 cm³ (4 L; 243,7 plg³) del McLaren 720S, con el nombre en código M840TR. Utiliza una transmisión de doble embrague de siete velocidades que entrega todos 800 CV (588 kW; 789 HP) a las 7.250 rpm y 800 N·m (590 lb·pie) de par máximo a las 5.500 rpm para las ruedas traseras. A diferencia de la oferta anterior en la Ultimate Series (el P1), el Senna no utiliza un motor eléctrico a favor de su bajo peso en seco de 1198 kg (2641 lb), lo que permite una relación potencia - peso de 667 CV (491 kW; 658 HP) por tonelada. Tiene doble árbol de levas a la cabeza y 4 válvulas por cilindro (32 en total) con distribución de válvulas variable (VVT), alimentado por inyección electrónica de  gasolina, sistema de lubricación por cárter seco y refrigeración líquida.
El automóvil se compone de elementos aerodinámicos, que son un gran alerón trasero móvil de doble elemento (que se opera electrónicamente y tiene varias configuraciones para proporcionar un rendimiento óptimo al mismo tiempo que actúa como freno de aire), difusor de doble elemento, Fórmula 1 - pala de techo inspirada, entradas de aire frontales y laterales, rejillas de ventilación traseras y grandes guardabarros delanteros. Dentro del panel de al lado de las tomas, hay un pequeño conjunto de mini-canards. Las áreas de baja presión están acompañadas de radiadores de alto rendimiento que garantizan una mejor refrigeración del motor. El automóvil usa  puertas diédricas, como las ofertas anteriores en la Serie Ultimate y también tiene ventanas opcionales aplicadas en el área inferior de sus puertas.
El Senna utiliza una nueva generación de frenos Brembo carbono-cerámicos, que contiene un compuesto que tiene una conductividad térmica tres veces y media mejor que antes, haciendo que los frenos sean más pequeños y livianos, así como sistema antibloqueo de ruedas (ABS), control de tracción (TCS), control de estabilidad electrónico (ESC), control de lanzamiento al arranque y control de derrape variable (VDC). También presenta un nuevo juego de llantas de aleación ligera de bloqueo central diseñadas para neumáticos Pirelli P-Zero Trofeo R. Su diseño central es una nueva generación del monocasco de fibra de carbono de McLaren llamado  MonoCage III , que contribuye al peso seco relativamente bajo del automóvil. El automóvil utiliza un sistema de escape de titanio montado en la parte superior (hot-vee) inconel, con tres tubos de salida para una nota de escape más agresiva y emisiones del motor.
El interior consiste en gran parte de fibra de carbono expuesta y alcantara, con asientos tapizados en alcantara o cuero, según las preferencias del cliente. Detrás de los dos asientos, hay espacio suficiente para dos cascos y trajes de carrera, lo que refleja el diseño minimalista y centrado en la pista del automóvil. Utiliza la suspensión hidráulica  RaceActive Chassis Control II  (RCC II) de McLaren junto con los brazos de control  de doble horquilla.

### Rendimiento
Cifras citadas por el fabricante:
En febrero de 2018, McLaren lanzó las estadísticas de rendimiento completas del modelo Senna orientado a la pista:
- 0 a 100 km/h (62 mph): 2.8 segundos.[3]
- 0 a 200 km/h (124 mph): 6.8 segundos.
- 0 a 300 km/h (186 mph): 17.5 segundos.
- 1/4 milla (402 m): 9.9 segundos.
- Relación potencia a peso: 659 hp / tonelada.
- Velocidad máxima: 208 mph (335 km/h) (línea roja limitada).[3][2][4][5][6][7] Sin embargo, extraoficialmente otras fuentes afirman que puede alcanzar hasta 211 mph (340 km/h).[19]

Prueba independiente realizada por la Revista Autocar:
- 0 a 97 km/h (60 mph; 60 mph) en 3.1 segundos
- 0 a 100 mph (161 km/h; 161 km/h) en 5.5 segundos
- 0 a 120 mph (193 km/h; 193 km/h) en 7.1 segundos
- 0 a 180 mph (290 km/h; 290 km/h) en 19.8 segundos
- 1/4 de milla (402 m) en 10.4 segundos.[20]

Sus emisiones de CO2 son de 280 g (9,9 oz)/km, según la WLTP para la Unión Europea.

## Problemas de incendio
Varios problemas se han presentado durante la entrega de los primeros Senna, que hasta la fecha todavía siguen ocurriendo.
Uno de ellos es el incendio de los motores, lo cual varios propietarios han reportado, por lo que el fabricante retirará del mercado 2 mil 700 automóviles superdeportivos, incluido su modelo Senna de US$ 1 millón, por una falla que podría aumentar el riesgo de incendio.
Según el aviso, una almohadilla de espuma que amortigua el ruido y las vibraciones, que está montada debajo del tanque de combustible en los automóviles afectados, podría retener humedad y causar corrosión, lo que con el tiempo podría causar una fuga de combustible. Si bien las fugas de combustible o vapores saldrían de las fuentes de ignición o calor, si no se aborda la falla, el combustible podría derramarse debajo de los automóviles y aumentar el riesgo de incendio. El retiro del mercado incluye 157 de los superdeportivos Senna de McLaren en Estados Unidos.

## Producción
Todos los automóviles se fabricarán a mano en el McLaren Production Center, de Woking, Surrey, Inglaterra, con una producción de solamente 500 unidades, todas las cuales ya están vendidas.
El McLaren Senna tiene un precio de 750 000 libras con el vehículo final subastado a un precio de 1 916 793 libras. Las entregas comenzaron en el tercer trimestre de 2018.

## GTR

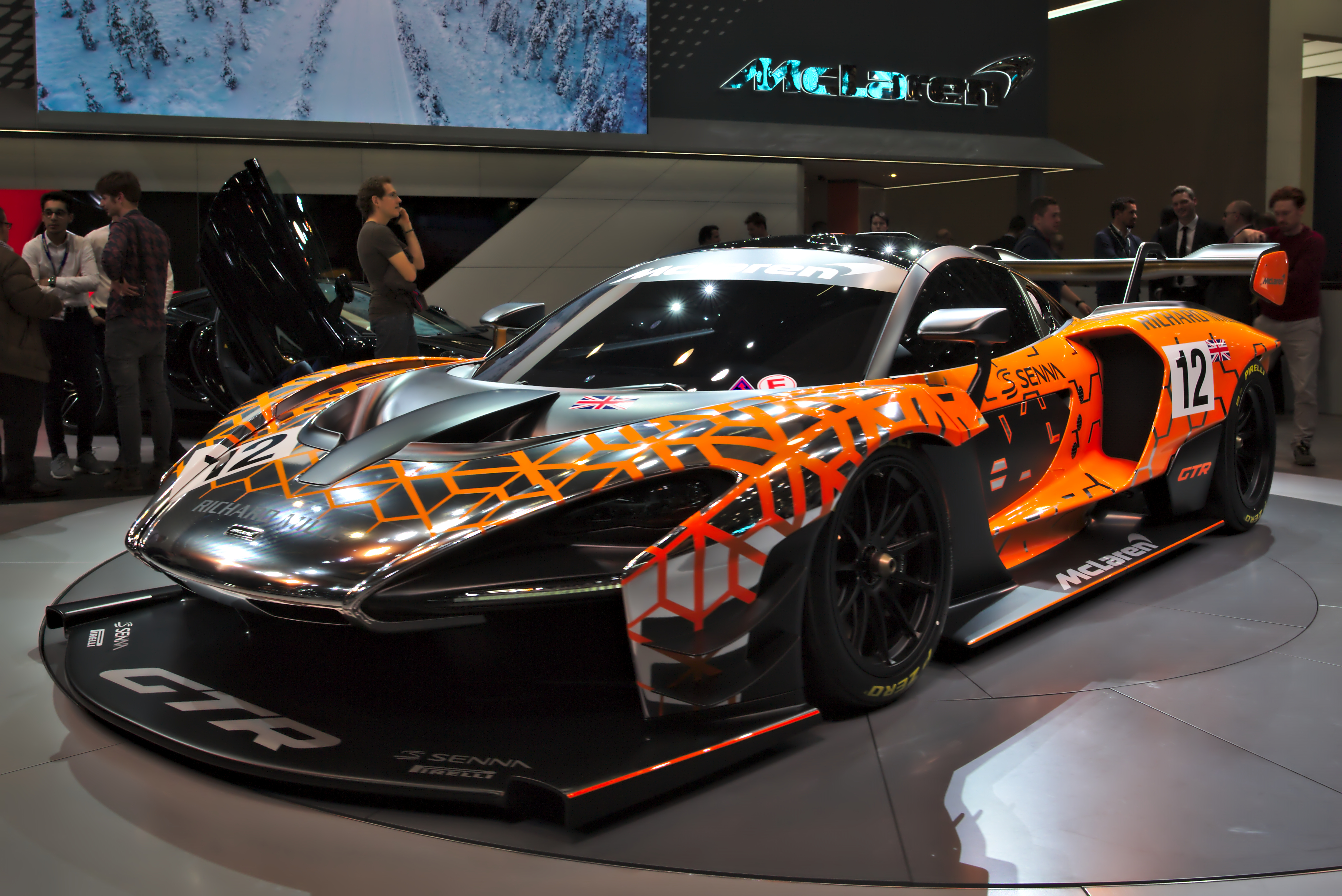
McLaren Senna GTR de 2018

En el Salón del Automóvil de Ginebra de 2018, McLaren dio a conocer la iteración solo de pista del Senna, llamada Senna GTR. Utiliza una transmisión de carreras de doble embrague para cambios de marcha más rápidos, un sistema de suspensión revisado y slicks de carreras Pirelli para que sea el vehículo más rápido que no haya sido de Fórmula 1 que McLaren haya creado para tiempos de vuelta más rápidos.
Se estima que el Senna GTR produce al menos 825 CV (814 HP; 607 kW) a partir de su motor V8 biturbo de 4.0 L y está destinado a ser más rápido y más ágil que su contraparte en carretera. En el exterior, el GTR utiliza guardabarros delanteros y traseros más anchos, un divisor delantero más grande, ruedas nuevas y un difusor trasero más grande para que el automóvil genere aproximadamente 2204 lb (1000 kg) de carga aerodinámica.
El Senna GTR se limitará a solamente 75 unidades.
Al revisar las regulaciones futuras para el Campeonato Mundial de Resistencia de la FIA, la Federación Internacional del Automóvil (FIA) identificó al Senna GTR como uno de varios modelos que se ajustan a su visión de un reemplazo para la clase Prototipo de Le Mans.

## En medios
El McLaren Senna aparece en la portada y como vehículo manejable en el videojuego de carreras Forza Horizon 4 y se agregó en la actualización de abril de 2019 para Forza Motorsport 7. Existe una versión de Lego Speed Champions del auto y aparece en la expansión de LEGO Speed Champions de Forza Horizon 4, donde es ligeramente más rápida que la versión base.
Apareció en un segmento de The Grand Tour revisado por Jeremy Clarkson, quien lo describió como "reescrito el libro de reglas del superdeportivo". El auto también registró un tiempo de vuelta de 1:12.9 segundos alrededor de la pista de pruebas del Grand Tour, el Eboladrome, el tiempo más rápido hasta la fecha. Sin embargo, el vehículo no aparece en The Grand Tour Game, debido a problemas de licencia.